# Thrinaxoria lampra
Thrinaxoria lampra är en mångfotingart som först beskrevs av Chamberlin 1918.  Thrinaxoria lampra ingår i släktet Thrinaxoria och familjen Xystodesmidae. Inga underarter finns listade i Catalogue of Life.